# عرب ظهرة الضميري
عرب ظهرة الضميري هي قرية  فلسطينية في قضاء حيفا. وقد أخليت من سكانها ومن خلال 1947-1948 الحرب الأهلية في فلسطين الانتدابية في 10 أبريل 1948. كان يقع على بعد 40 كم من حيفا جنوبا.

## التاريخ
على 6 أبريل 1948، نفذت الهاغاناه سياسة جديدة للسهول الساحلية، وهي تطهير المنطقة بأكملها من سكانها العرب. وفي 10 أبريل أمروا القرويين من العرب زهرة الضميري، جنبا إلى جنب مع القرويين من العرب، إلى مغادرة المنطقة.